# Linia kolejowa Beucha – Trebsen
Linia kolejowa Beucha – Trebsen – drugorzędna linia kolejowa w Niemczech, w kraju związkowym Saksonia. Biegnie od Beucha przez Brandis do miejscowości Trebsen/Mulde.